# Островская (Верховажский район)
Островская — деревня в Верховажском районе Вологодской области.
Входит в состав Морозовского сельского поселения, с точки зрения административно-территориального деления — в Морозовский сельсовет.
Расстояние по автодороге до районного центра Верховажья — 34,1 км, до центра муниципального образования Морозово — 9,8 км. Ближайшие населённые пункты — Калитинская, Артемьевская, Силинская-2, Харитоновская, Бушницкая.
По переписи 2002 года население — 8 человек.